# Crassicantharus
Crassicantharus is een geslacht van weekdieren uit de klasse van de Gastropoda (slakken).

## Soorten
- Crassicantharus aureatus Fraussen & Stahlschmidt, 2015
- Crassicantharus beslui Fraussen & Stahlschmidt, 2015
- Crassicantharus boutetorum Fraussen & Stahlschmidt, 2015
- Crassicantharus feioides Fraussen & Stahlschmidt, 2015
- Crassicantharus letourneuxi Fraussen & Stahlschmidt, 2015
- Crassicantharus magnificus Fraussen & Stahlschmidt, 2015
- Crassicantharus metallicus Fraussen & Stahlschmidt, 2015
- Crassicantharus mirabelkarinae Cossignani, 2015
- Crassicantharus nexus Fraussen & Stahlschmidt, 2015
- Crassicantharus norfolkensis Ponder, 1972
- Crassicantharus noumeensis (Crosse, 1870)
- Crassicantharus perlatus Fraussen & Stahlschmidt, 2015